# 대구은행금융박물관
대구은행 금융박물관은 대구광역시 수성구 소재의 박물관이다.

## 연혁
- 1992년 10월 대구은행 창립 25주년 기념 사료실 이전 개관.
- 1997년 2월 대구은행 연수원으로 사료실 이전 재개관.
- 2005년 11월 대구은행 금융박물관 조성 추진계획 수립.
- 2007년 10월 1일 대구은행 금융박물관 개관. (창립 40주년 기념)
- 2009년 11월 대구은행 금융박물관 도록 발간.
- 2010년 4월 1일 대구은행 금융박물관 홈페이지 오픈.

## 관람 안내
- 관람시간: 월~금 10:00~17:30 (단, 입장시간은 17:00까지)
- 휴관일: 토·일요일, 법정일, 5월 1일
- 관람료: 무료